# Stronnictwo Chrześcijańsko-Ludowe
Stronnictwo Chrześcijańsko-Ludowe (inaczej Stojałowszczycy) – partia ludowa działająca w latach 1896–1906 w Galicji i na Śląsku Cieszyńskim.
Powstało w 1896 roku jako konkurencja dla Stronnictwa Ludowego, z którym od 1895 była związana część jego działaczy. Jego założycielem był jeden z prekursorów ruchu ludowego w Galicji ksiądz Stanisław Stojałowski, w tym czasie czasowo ekskomunikowany przez Kościół. Początkowo nowa partia z główny cel stawiała przywrócenie „prawu chrystusowemu” znaczącego miejsca w życiu społeczno-gospodarczym i politycznym oraz działania na rzecz warstw upośledzonych. Niewątpliwe na te założenia przeważający wpływ wywarł sam Stojałowski. Nie był on ani przeciwnikiem monarchii ani też istniejącego porządku społecznego. Głosząc hasła solidaryzmu społecznego uważał, że pomiędzy istniejącymi grupami społecznymi powinna istnieć nie walka a współpraca. Przewidywał, że dzięki temu zostanie w miarę upływu czasu dzięki postępowi społecznemu i nowym zasadom redystrybucji dóbr nastąpi likwidacja wyzysku niższych warstw społeczeństwa. Zmiany te powinny zachodzić ewolucyjnie. Niemniej jednak w owych czasach ponieważ Stronnictwo Chrześcijańsko-Demokratyczne domagało się oddzielenia kościoła od państwa, pełnej autonomii kościelnej, wyboru biskupów i zastępców wierzących, bezpłatnej edukacji, swobód obywatelskich, rozwoju zabezpieczenia społecznego i nacjonalizacji zasobów naturalnych spotkało się ze zmasowanym atakiem konserwatystów i instytucjonalnego Kościoła. Z tego względu zawarto sojusz z socjaldemokratami, którzy w tym czasie występowali w obronie Stojałowskiego. Pozwoliło to osiągnięcie w 1897 istotnego sukcesu w wyborach do austriackiej Rady Państwa jakim było wprowadzenie 6 posłów do parlamentu (Michała Danielaka, Jana Zabudy, Andrzeja Szpondera, Tomasza Szajera, Roberta Ceny, a od 1898 Stanisława Stojałowskiego). Jednak szybko okazało się, że Stojałowski w 1897 zawarł ugodę z władzami. Tracąc poparcie w środowisku chłopskim na rzecz Polskiego Stronnictwa Ludowego zaczęto chcąc pozyskać zwolenników w coraz większym stopniu odwoływać się do antysemityzmu, który stał się od tej pory jednym z głównych elementów programowych partii. Sam Stojałowski sprzeciwiał się nadawaniu Żydom równych praw i głosił hasła powrotu do stanu prawnego Galicji sprzed równouprawnienia. Od tej pory Stronnictwo Chrześcijańsko-Ludowe coraz bardziej zaczęło się przesuwać na prawo. W walce wyborczej ks. Stojałowski posługiwał się w tym czasie szeroko demagogią, obiecując nawet rozparcelować Puszczę Niepołomicką między chłopów za darmo, jeżeli tylko wybiorą go na posła. W 1906 r. Stronnictwo Chrześcijańsko-Ludowe połączyło się ze Stronnictwem Katolickim-Narodowym, tworząc nowy podmiot polityczny o nazwie Polskie Centrum Ludowe.
Organami prasowymi Stronnictwa były „Wieniec” i „Pszczółka”, od 1900 „Wieniec-Pszczółka”.